# 佐藤香織
佐藤 香織（さとう かおり、11月17日 - ）は、日本の女性声優である。埼玉県出身。

## 人物
Production Dayze所属で、それ以前にはぷろだくしょんバオバブに所属していた。
趣味・特技はアロマテラピー、ぬいぐるみ収集、食べること全般、散歩。

## 出演

### テレビアニメ
- ふぉうちゅんドッグす（2002年）
- 少女チャングムの夢（2006年）
- TIGER & BUNNY（2011年、少女B）

### ゲーム
- ぱすてるチャイムContinue（神戸みちる 他）
- エミル・クロニクル・オンライン（ファーマー 他）
- メルルのアトリエ 〜アーランドの錬金術士3〜（ケイナ・スウェーヤ）
  - メルルのアトリエ Plus 〜アーランドの錬金術士3〜（ケイナ・スウェーヤ[3]）
- Yahoo!モバゲー アイコレ（船越栞）

### 吹き替え
- あなたにムチュー（ジェイミー・ステンプル・バックマン（少女時代））
- 雨の朝巴里に死す パブリックドメインDVD版（ヴィッキー）
- WITHOUT A TRACE/FBI 失踪者を追え!
- ウォルト・ディズニーのサンタクローズ3/クリスマス大決戦!
- ジェーン・エア パブリックドメインDVD版（アデール）
- 太王四神記
- チャームド 〜魔女3姉妹〜
- Dr.HOUSE
- ナース・ジャッキー3
- ハリー・ポッターと死の秘宝 PART2（女子生徒）
- 名探偵モンク（ジュリー・ティーガー）
- メントーズ 世界の偉人たちからのメッセージ

### ラジオ
- さわやかブリーズ767（フラワーラジオ、第4金曜担当）

### 舞台
- タンバリンプロデューサーズ「怪し会 〜4肆〜 怪談朗読を肴に旨い日本酒を舐める会」（2011年9月1日 - 4日、密蔵院）